# Dylan y Cole Sprouse
Dylan Thomas Sprouse y Cole Mitchell Sprouse (Arezzo, Toscana, 4 de agosto de 1992) son dos actores gemelos estadounidenses nacidos en Italia. Su primer papel importante fue en la película Un papá genial, donde actuaron al lado de Adam Sandler. Más tarde apareció en varias sitcoms televisivas y protagonizaron las películas I Saw Mommy Kissing Santa Claus y Just for Kicks.
En 2005, protagonizaron la comedia de Disney Channel The Suite Life of Zack & Cody. Como resultado del éxito de la serie, los medios los han denominado los "galanes" y "la llama abrumadora" entre preadolescentes y público adolescente. Al año siguiente, los hermanos lanzaron una franquicia conocida como la marca Sprouse Bros, que incluía una línea de ropa, colección de libros y revistas, al parecer fue un gran éxito. La mayor parte de la franquicia de los Sprouse terminó en 2008, con excepción de su línea de ropa. The Suite Life of Zack & Cody fue reestructurado en 2008 como The Suite Life on Deck, en la que los hermanos retomaron su papel de Zack y Cody. The Suite Life on Deck se convirtió en la serie de televisión más vista entre los niños en 2008 y 2009. La serie terminó en mayo de 2011. En 2011, protagonizaron la The Suite Life Movie. Empezaron a cultivar una imagen adulta al protagonizar en la película independiente de suspense, The Kings of Appletown en 2009. 
Dylan y Cole fueron dos de los niños vivos más ricos en 2007 y en 2010 fueron los actores adolescentes mejor pagados de televisión de Disney, ganando $40 000 por episodio combinado. MSN informó a finales de la década de 2000 que los hermanos gemelos se convirtieron en los gemelos adolescentes más ricos en el mundo. En 2010, los hermanos fueron aceptados en la Universidad de Nueva York. Su admisión esta diferida por un año, y comenzaron a asistir a la universidad en el otoño de 2011.

## Biografía
Nacieron en un pequeño hospital de Arezzo, Toscana, Italia, donde residían sus padres Matthew Sprouse y Melanie Wright, quienes daban clases en una escuela en inglés de la Toscana. Dylan lleva el nombre del poeta Dylan Thomas y Cole el nombre del cantante y pianista de jazz Nat King Cole. Dylan es 15 minutos mayor que Cole. Los chicos regresaron a los Estados Unidos cuatro meses después de su nacimiento al lugar nativo de sus padres Long Beach, California. Parte del dinero que Dylan y Cole ganaron en la actuación fue utilizado para comprar una casa en Calabasas, California, donde su familia todavía vive a partir del verano de 2012.

## Trayectoria
Los Sprouse comenzaron a actuar a la edad de seis meses a partir de una sugerencia de su abuela, Jonine stand Wright,  una profesora de teatro y actriz, ella sabía que podían ser ricos y tener mucho éxito. Los gemelos aparecieron por primera vez en un comercial de pañales, cambiando en pantalla el tiempo cada pocos segundos. Al igual que con muchos gemelos, los dos han interpretado a menudo el mismo papel, debido a las leyes de trabajo infantil en California que limitan la cantidad de tiempo que los niños se puede filmar en un día. Eligen gemelos en un único rol que permite así más tiempo para que el personaje vaya a filmar. A partir de los ocho meses de edad, los dos interpretaron un solo personaje, Patrick Kelly, de 1993 a 1998, en la serie de ABC Grace Under Fire.

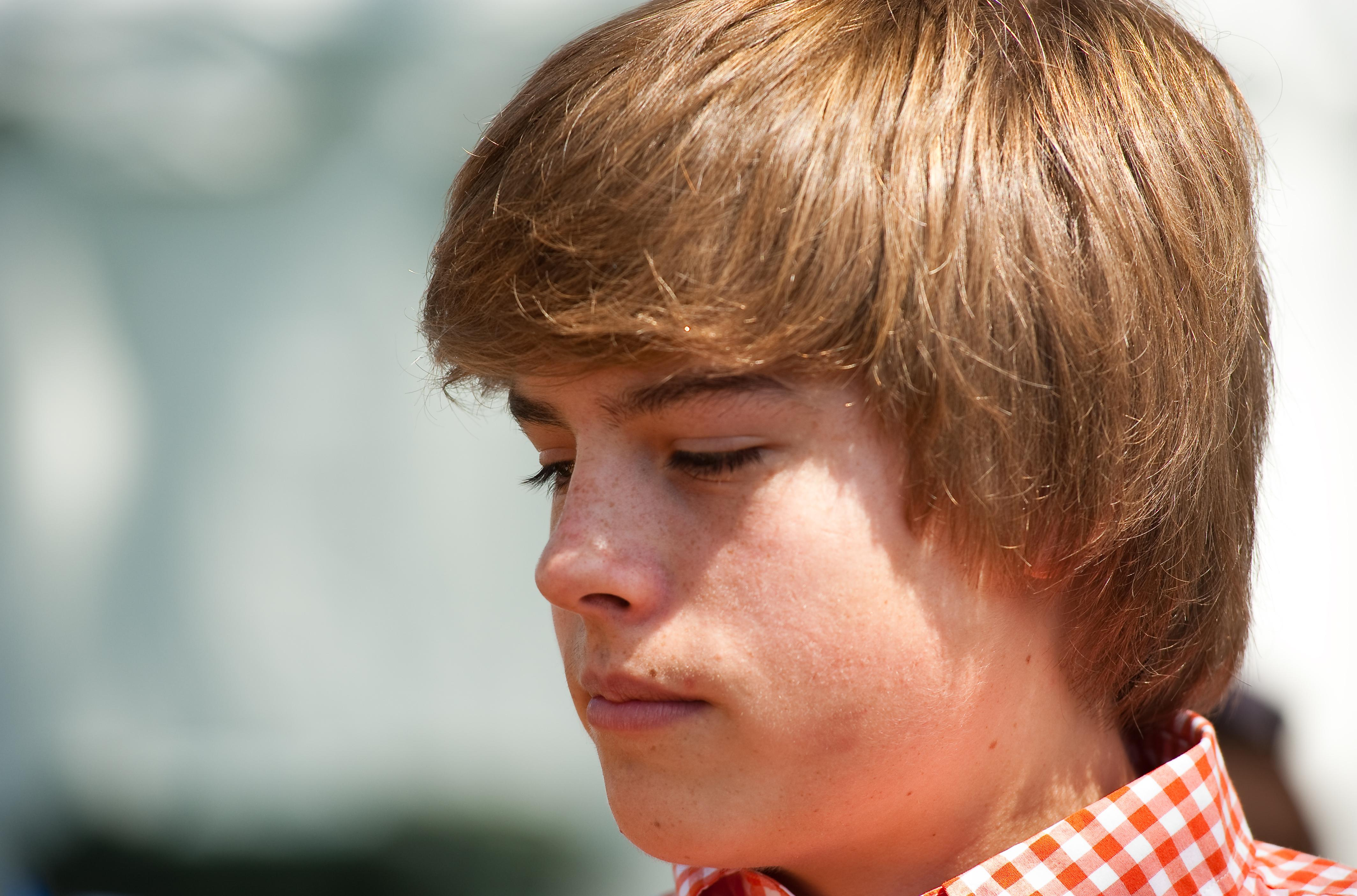
Dylan Sprouse en 2010.

En 1999, los chicos aparecieron en su primera película importante, Un papá genial, en la que compartieron el papel de un niño de cinco años llamado Julian que es adoptado por el personaje de Adam Sandler, Sonny Koufax. Aunque la película recibió reseñas mixtas, los dos fueron nominados para varios premios por su papel en la película. Sin embargo, no se llevaron ninguno.

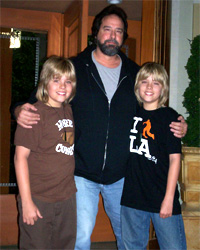
Dylan (izquierda) y Cole (derecha), con su profesor de actuación, Gary Spatz c. 2007.

El mismo año, los chicos también tenían un papel secundario en la película de suspenso The Astronaut's Wife. Los Sprouse han notado que después del lanzamiento de Un papá genial, entraron en un período lento en sus carreras y no fueron elegidos en cualquier papel importante durante un tiempo. Durante la década de 2000, los gemelos aparecieron en episodios de The Nightmare Room y That '70s Show, así como en MADtv e interpretaron papeles en las películas The Master of Disguise y Eight Crazy Nights. En 2001, Cole comenzó a aparecer en episodios de la serie de televisión Friends, como hijo de Ross Geller, Ben; este papel no fue compartido con Dylan.
En 2002 y 2003, ambos aparecieron en I Saw Mommy Kissing Santa Claus y Just for Kicks, ambos de los cuales eran películas familiares que recibieron un lanzamiento directo a DVD. David Nusair de Reel Film Reviews dijo de su actuación en Just for Kicks que los hermanos "no son los peores actores infantiles que he visto, ... pero sin duda dejan mucho que desear." Dylan y Cole fueron elegidos posteriormente en la serie original de Disney Channel The Suite Life of Zack & Cody, donde interpretaron gemelos idénticos Zack y Cody Martin, respectivamente. La serie, que se estrenó en marzo de 2005, se convirtió en un éxito de audiencia. Como parte de su compromiso con Disney, los hermanos también se convirtieron en parte del grupo de 11 miembros, el Disney Channel Circle of Stars, y cantaron la canción «A Dream is a Wish Your Heart Makes» junto con los miembros del círculo, por un video que fue lanzado como material extra en la edición especial de la película de Disney Cenicienta. También participaron en el Disney Channel Games desde 2006 hasta 2008.

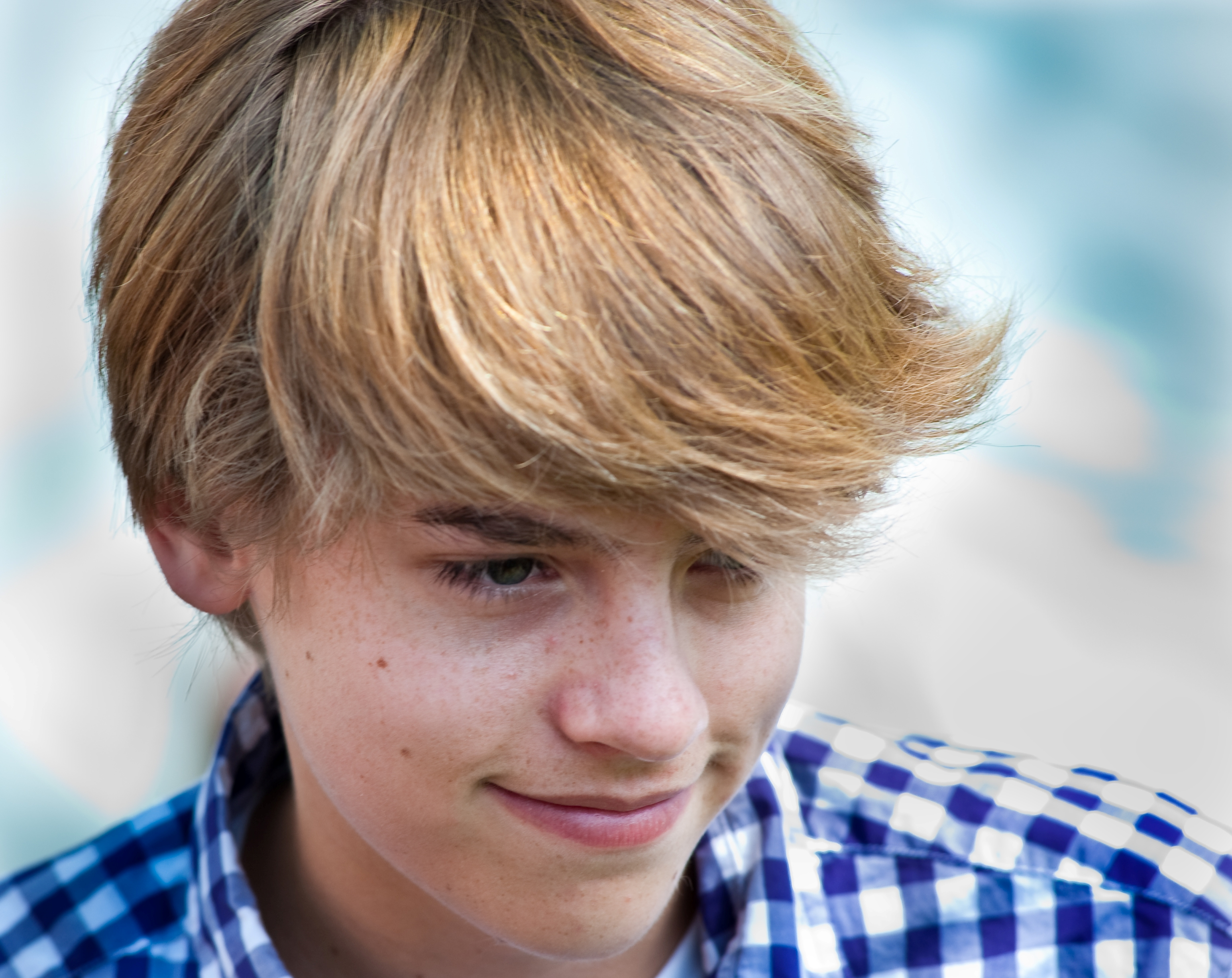
Cole Sprouse en 2010.

Los Sprouse interpretaron un personaje, Jeremiah, en la película independiente The Heart Is Deceitful Above All Things. La película fue producida en 2004, pero no se da un estreno en cines hasta marzo de 2006, cuando se estrenó en tres cines en los Estados Unidos, en última instancia, ganando en total $29.000 en el país. Harvey Karten elogió su actuación, afirmando que "actuando es superlativo en todo", y Tamara Straus de San Francisco Chronicle los llamó "solo la gracia de guardar la película". En 2007, los chicos filmaron A Modern Twain Story: The Prince and the Pauper. Carrie R. Wheadon de Common Sense Media dijo que la película era "una historia lenta para los fans de Zack y Cody". Los hermanos Sprouse ambos tenían papeles de voz en la película animada, Holidaze: The Christmas That Almost Didn't Happen junto a Brenda Song y Emily Osment. Dylan hizo la voz de Shasta en Snow Buddies de Disney. Los hermanos a la vez protagonizaron la película de cine, The Kings of Appletown, que se basa en el libro The Adventures of Tom Sawyer. La película fue dirigida por Bobby Moresco y escrita por Amanda Moresco. Filmada en New Braunfels, Texas, la película se estimó originalmente para ser lanzado en el invierno de 2008. Kings of Appletown tuvo un lanzamiento limitado de cine el 12 de diciembre de 2009 y fue lanzado oficialmente en el Newport Beach Film Festival en abril de 2010.
En abril de 2009, aparecieron en la portada de People Magazine, en una edición de ocho páginas, edición especial dedicada a The Suite Life on Deck. Los hermanos gemelos comenzó a filmar otra película moderna de la historia de Twain en el verano de 2009. La película fue titulada tentativamente "Sivilized" y era una versión moderna de Huckleberry Finn. Sin embargo, a mediados de 2010, Dylan declaró que no iba a hacer la película, en parte debido a que "superó" la película. En marzo de 2009, se convirtieron en la nueva cara de yogur de los niños, Dannon Danimals; su contrato de patrocinio se renovó en el 2010. En agosto de 2010, los hermanos gemelos firmaron un contrato de patrocinio con Nintendo DS.
A principios y mediados de 2011, Dylan y Cole no se encuentran en ningún proyecto de actuación y se centran más bien en la universidad, así como el arte y la fotografía, respectivamente. Sin embargo, Dylan ha declarado que sería tanto como para seguir actuando en la universidad. Dylan y Cole son representados por William Morris Endeavor a partir de 2011.

## La marca Sprouse Bros
En 2005, los hermanos Sprouse firmaron un acuerdo de licencia con Dualstar Entertainment para producir Sprouse Bros mercancía de marca para el mercado preadolescente y adolescente, la marca Sprouse Bros incluye una línea de ropa, serie de cómics, y una revista, así como la línea de higiene personal y una línea de ropa deportiva. Dylan dijo de la marca que quería "llegar al grupo de nerd y el grupo cool" y "llamamiento a todo el mundo". En 2006 Dualstar y Leisure Publishing LLC lanzaron una revista dirigida a los niños llamada Sprouse Bros. Code. En 2007 Simon & Schuster Inc. publicó dos volúmenes de una serie de libros titulada Sprouse Bros. 47 R.O.N.I.N., que fue descrito como con los gemelos Sprouse como "joven James Bond o agentes encubiertos"; la serie de libros continuó. En 2008, los hermanos pusieron fin a su asociación con Dualstar de las Olsen, pero continuaron vendiendo su línea de ropa. Los elementos de sus líneas de ropa se vendieron exclusivamente en línea hasta mediados de marzo de 2012, fecha en la tienda en línea que ya no se podía acceder.

## Vida personal

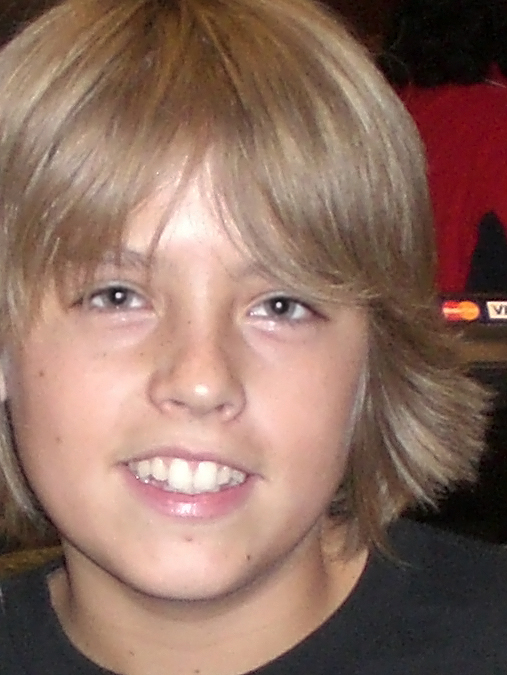
Cole en 2005.

Dylan Sprouse ha señalado que la experiencia de llegar a la fama tras el éxito de The Suite Life of Zack & Cody es "un poco escalofriante, lo rápido que está moviéndose" y que un año antes "nada de esto estaba pasando, lo estaba haciendo Suite Life", y que no podía esperar para el futuro. Durante el rodaje de The Suite Life of Zack & Cody, ambos recibieron tutorías en el set durante tres horas cada día, y dijeron que estaban recibiendo "las mejores calificaciones y honores." En su último año de escuela secundaria, los hermanos a la vez tomaron clases de Colocación Avanzada. Dylan tomó AP de Psicología y AP de Español, y Cole tomó AP de Psicología y de AP Gobierno.
La familia de los gemelos tiene tres perros: Bubba, que pertenece a Dylan y Cole; Pinky, que es de su padre; y Curry, de su madrastra. Su actor favorito y coestrella es Adam Sandler. Dylan ha dicho que Adam es "un modelo a seguir en la actuación", y que aprendieron mucho acerca de la comedia de él. A mediados de 2010, Dylan lanzó un sitio para su arte llamado Sprouse Arts, ya mediados de 2011, Cole lanzó un sitio para su fotografía llamado Cole Sprouse Photography.
En 2010, los hermanos gemelos fueron aceptados en New York University. Tenían planes iniciales para asistir a la universidad en el otoño de 2010, sin embargo, se aplazó por un año. Dylan se había previsto inicialmente en la especialidad en el estudio de bellas artes y de segundo orden en la economía, mientras que Cole planea especializarse en la producción de cine y televisión y de segundo orden en drama. En su lugar, ambos están inscritos en la Escuela Gallatin de Estudio Individualizado, que permite a los estudiantes planificar su propio plan de estudios. Cole está centrando en un plan de estudios de las humanidades y la arqueología, mientras que Dylan está centrado en el diseño de videojuegos. En 2011, Dylan fue elegido presidente de la residencia Third Avenue North en NYU. Los gemelos se graduaron el 20 de mayo de 2015. Actualmente Dylan vive en Manhattan, New York y Cole en Hollywood Hills, California. Por un tiempo breve Cole trabajó en el campo de la arqueología participando en excavaciones y realizando trabajos de laboratorio, también se especializó en sistemas de información geográfica e imágenes satélitales.

## Cómic
Desde el año 2020, Dylan Sprouse escribe el cómic Suneater, publicado en la revista Heavy Metal, Editado por "Joseph Illidge" Coescrito y adaptado para cómics con "Joe Harris", Lápices y tintas de "Diego Yapur" coloreado por "DC Alonso" y letreado por "Saida Temofonte"

## Filmografía

### Películas
- Color de fondo       indica los papeles compartidos
- El texto en cursiva indica los papeles de voz

| Año  | Título                                            | Personaje de Dylan        | Personaje de Cole         | Notas            |
| ---- | ------------------------------------------------- | ------------------------- | ------------------------- | ---------------- |
| 1999 | The Astronaut's Wife                              | Gemelo                    | Gemelo                    | Papel menor      |
| 1999 | Un papá genial                                    | Julián McGrath            | Julián McGrath            | Papel principal  |
| 2001 | Diary of a Sex Addict                             | Sammy Jr.                 | Sammy Jr.                 | Papel secundario |
| 2001 | I Saw Mommy Kissing Santa Claus                   | Justin Carver             | Justin Carver             | Papel principal  |
| 2002 | The Master of Disguise                            | Joven Pistachio Disguisey | Joven Pistachio Disguisey | Papel secundario |
| 2002 | Eight Crazy Nights                                | K-B Toys Soldier          | K-B Toys Soldier          | Papel menor      |
| 2003 | Apple Jack                                        | Jack Pyne                 | Jack Pyne                 | Papel principal  |
| 2003 | Just for Kicks                                    | Dylan Martin              | Cole Martin               | Papel menor      |
| 2004 | The Heart Is Deceitful Above All Things           | Older Jeremiah            | Older Jeremiah            | Papel principal  |
| 2005 | Piggy Banks                                       | Joven John                | —                         | Papel menor      |
| 2006 | Holidaze: The Christmas That Almost Didn't Happen | Niño                      | Niño                      | Papel menor      |
| 2007 | La nueva historia de, el Príncipe y el Mendigo    | Tom Canty                 | Eddie Tudor               | Papel principal  |
| 2008 | Snow Buddies                                      | Shasta (voz)              | —                         | Papel de voz     |
| 2009 | Misterio en Appletown                             | Will                      | Clayton                   | Papel principal  |
| 2010 | Kung Fu Magoo                                     | Justin Magoo              | Brad Landry               | Papel principal  |
| 2011 | Zack y Cody: La Película                          | Zack Martin               | Cody Martin               | Papel principal  |
| 2015 | Cry of Fear                                       | Zack                      | —                         | Papel principal  |
| 2017 | Dismissed                                         | Lucas                     | —                         | Papel principal  |
| 2019 | five feet apart (a dos metros de ti)              |                           | Will Newman               | Papel principal  |
| 2020 | After: En Mil Pedazos                             | Trevor                    | —                         | Papel menor      |

### Series de televisión
| Año           | Título                           | Personaje de Dylan | Personaje de Cole | Notas           |
| ------------- | -------------------------------- | ------------------ | ----------------- | --------------- |
| 1993-1998     | Grace Under Fire                 | Patrick Kelly      | Patrick Kelly     | 112 episodios   |
| 1998          | MADtv                            | Niño               | Niño              | 1 episodio      |
| 2000-2002     | Friends                          | —                  | Ben Geller        | 7 episodios     |
| 2001          | The Nightmare Room               | Buddy              | Buddy             | 1 episodio      |
| 2001          | That '70s Show                   | Bobby              | Billy             | 1 episodio      |
| 2005-2008     | Zack y Cody: Gemelos en Acción   | Zack Martin        | Cody Martin       | 87 episodios    |
| 2006          | Las nuevas locuras del emperador | Zam (voz)          | Zim (voz)         | 1 episodio      |
| 2006          | That's So Raven                  | Zack Martin        | Cody Martin       | 1 episodio      |
| 2008          | According to Jim                 | Invitado           | Invitado          | 1 episodio      |
| 2008-2011     | Zack y Cody: Gemelos a Bordo     | Zack Martin        | Cody Martin       | 71 episodios    |
| 2009          | Los Hechiceros de Waverly Place  | Zack Martin        | Cody Martin       | 1 episodio      |
| 2009          | Hannah Montana                   | Zack Martin        | Cody Martin       | 1 episodio      |
| 2010          | Estoy en la Banda                | Zack Martin        | Cody Martin       | 1 episodio      |
| 2012          | So Random!                       | Invitado           | Invitado          | 1 episodio      |
| 2017-presente | Riverdale                        | —                  | Jughead Jones     | Papel principal |

## Premios y nominaciones
| Año  | Premiación                          | Producción                      | Categoría                                                                                 | Candidato | Candidato |
| Año  | Premiación                          | Producción                      | Categoría                                                                                 | Cole      | Dylan     |
| ---- | ----------------------------------- | ------------------------------- | ----------------------------------------------------------------------------------------- | --------- | --------- |
| 1999 | YoungStar Awards                    | Un papá genial                  | "Mejor actuación por un actor joven en una película cómica"                               | Nominado  | Nominado  |
| 2000 | Premios MTV Movie                   | Un papá genial                  | "Mejor dúo en pantalla"                                                                   | Nominado  | Nominado  |
| 2000 | Blockbuster Entertainment Awards    | Un papá genial                  | "Actor favorito de reparto - Comedia"                                                     | Nominado  | Nominado  |
| 2000 | Premios Young Artist                | Un papá genial                  | "Mejor actuación en un largometraje - Actor joven de 10 años o menos"                     | Nominado  | Nominado  |
| 2006 | Premios Young Artist                | The Suite Life of Zack and Cody | "Mejor actuación en una serie de televisión (Comedia o Drama) - Actor joven protagonista" | Nominado  | Nominado  |
| 2007 | Nickelodeon Kids Choice Awards      | The Suite Life of Zack and Cody | "Actor de televisión favorito"                                                            | Nominado  | —         |
| 2007 | Premios Young Artist                | The Suite Life of Zack and Cody | "Mejor actuación en una serie de televisión (Comedia o Drama) - Actor joven protagonista" | Nominado  | Nominado  |
| 2007 | Popstar Magazine's Poptastic Awards | The Suite Life of Zack and Cody | "Actor de televisión favorito"                                                            | Nominado  | Nominado  |
| 2008 | Nickelodeon Kids Choice Awards      | The Suite Life of Zack and Cody | "Actor de televisión favorito"                                                            | Nominado  | Nominado  |
| 2008 | Popstar Magazine's Poptastic Awards | The Suite Life of Zack and Cody | "Actor de televisión favorito"                                                            | Nominado  | Nominado  |
| 2009 | Nickelodeon Kids Choice Awards      | The Suite Life of Zack and Cody | "Actor de televisión favorito"                                                            | Nominado  | Ganador   |
| 2009 | Popstar Magazine's Poptastic Awards | The Suite Life on Deck          | "Actor de televisión favorito"                                                            | Nominado  | Nominado  |
| 2010 | Nickelodeon Kids Choice Awards      | The Suite Life on Deck          | "Actor de televisión favorito"                                                            | Nominado  | Ganador   |
| 2011 | Nickelodeon Kids Choice Awards      | The Suite Life on Deck          | "Actor de televisión favorito"                                                            | Nominado  | Ganador   |

## Discografía
- 2005: «A Dream Is a Wish Your Heart Makes» en DisneyMania 4[98]
- 2008: «A Dream Is a Wish Your Heart Makes» en Princess DisneyMania[99]